# Magnolia polyhypsophylla
Magnolia polyhypsophylla es una especie de planta en la familia Magnoliaceae originaria de Colombia. Es conocida como magnolio de monte, almanegra o almanegra de ventanas.

## Descripción
Árboles hasta 25 m de altura y 80 cm de diámetro. La corteza es gris con vetas indefinidas más oscuras. Las hojas son simples alternas, pecíolo verde claro matizado de color vinotinto con cicatriz que lo recubre a lo largo, con yema foliar relativamente corta, aguda, glabra. La lámina foliar es elíptica, de consistencia cartácea, haz de color verde claro brillante, envés verde pálido, nervio medio prominente por el envés. Las flores se encuentran generalmente solitarias al final de las ramas, poseen tres sépalos obovados de color crema, truncados en la base y apiculados en el ápice; seis pétalos verde – amarillentos obovados, asimétricos, gruesos. Los frutos son elípticos y asimétricos, de 6,6 a 7 cm de longitud y de 2,6 a 3 cm de diámetro; se abren de forma irregular por el desprendimiento de sus carpelos. Cada carpelo contiene entre 1 y 2 semillas; se han encontrado entre 10 y 19 semillas por fruto, algunas sin desarrollarse totalmente. Las semillas tienen una cubierta carnosa de color rojo escarlata muy aromática, con olor característico

## Hábitat y distribución local
Es una especie endémica del departamento de Antioquia, crece en bosques húmedos y muy húmedos tanto premontanos como montano bajos en la región conocida como Alto de Ventanas entre los municipios de Briceño, Valdivia y Yarumal. Es un árbol de dosel que se observa en potreros y al borde de pequeños fragmentos de bosque protectores de cauces de agua. Su rango de distribución está entre 1800 y 2600 m s. n. m.

## Usos
La especie ha sido empleada como madera de aserrío y en la construcción de muebles y vigas para construcción. Tiene alto potencial como ornamental.

## Situación actual
Esta especie está categorizada como “En Peligro Crítico” (CR), en el Libro Rojo de Plantas de Colombia, debido a que su presencia está limitada a una sola localidad y cubre un área menor a 100 km². Adicionalmente, su hábitat está muy fragmentado y deteriorado por la apertura de tierras para el establecimiento de pastos para ganadería de leche.

## Fenologia Reprodutiva
Los individuos de M. polyhypsophylla presentan alta producción de botones florales durante todo el año, pero muy pocos llegan a flor abierta y mucho menos a fruto ya que un alto porcentaje es abortado. Los frutos en formación son escasos y se encuentran, al igual que las flores, dispersos en el tiempo, adicionalmente, algunos de ellos se caen o hacen dehiscencia prematura.
La recolección de frutos maduros debe hacerse durante los meses de agosto, septiembre y noviembre, que es cuando se observa la mayor concentración de ellos. Los frutos tardan entre 5 y 6 meses para completar su desarrollo y maduración.

## Manejo de las semillas, propagación sexual y producción en vivero

### Descripción del fruto y la semilla
Los frutos son elípticos y asimétricos, de 6,6 a 7 cm de longitud y de 2,6 a 3 cm de diámetro; se abren de forma irregular por el desprendimiento de sus carpelos. Cada carpelo contiene entre 1 y 2 semillas; se han encontrado entre 10 y 19 semillas por fruto, algunas sin desarrollarse totalmente.
Las semillas tienen una cubierta carnosa de color rojo escarlata muy aromática, al retirar la cubierta se encuentra una superficie más dura, lisa y de color café oscuro a negro; son de forma triangular, miden entre 8,8 y 12,7 mm de ancho, de 7,5 a 11,2 mm de altura y de 4,2 a 5,7 mm de grosor. El peso de 1000 semillas varía entre 160 y 400 g y un kg puede contener entre 2500 y 6250 semillas.

### Sistema de recolección y procesamiento de los frutos
La cosecha debe hacerse durante los meses de agosto, septiembre y noviembre que corresponden a meses de alta precipitación. Los frutos deben colectarse directamente del árbol antes que estos hagan dehiscencia y liberen las semillas, cuando esto no sea posible se podrán recolectar del suelo cuidando de descartar los frutos y/o semillas que presenten signos de descomposición o ataque de insectos.
Otro método eficaz para la recolección consiste en escalar la copa y tomar las semillas directamente de frutos abiertos, o recolectar frutos maduros aun cerrados que se pueden poner a postmadurar y controlar de esta manera el proceso de dehiscencia. Con el fin de proteger los frutos del ataque de roedores y lograr que lleguen a la madurez se diseñó una canastilla de protección individual, la cual se construye con alambre y malla plástica (con ojo de malla de 1 mm o menor); con este aditamento se evita la predación y pérdida de frutos y semillas post-dehiscencia. Una vez los frutos inician la dehiscencia se recolectan en forma manual (ascendiendo al árbol) o con la ayuda de una podadora de extensión.
Cuando los frutos se recolectan aun cerrados se deben dejar post-madurar a la sombra hasta que hagan dehiscencia, posteriormente se extraen las semillas y se separan las que tengan la sarcotesta de color rojo encendido que son las que están completamente maduras. Para limpiar las semillas y retirarles la sarcotesta se ponen en agua de un día para otro, se maceran y se enjuagan con agua corriente.

### Almacenamiento de las semillas
De acuerdo con ensayos preliminares las semillas no se dejan almacenar por mucho tiempo, por tanto se deben sembrar recién colectadas; cuando esto no sea posible se recomienda almacenarlas por un corto período (sin removerles la sarcotesta) en un recipiente hermético a bajas temperaturas o poner las semillas en una mezcla de aserrín húmedo en nevera o cuarto frío.

### Siembra y germinación
Las semillas de almanegra no requieren tratamiento pre-germinativo, sin embargo es indispensable que antes de la siembra se les remueva la sarcotesta, se laven muy bien con agua corriente y se sumerjan en una solución de hipoclorito de sodio al 1 % durante 15 minutos para evitar la infestación por hongos.
Semillas, sin ningún tratamiento pre-germinativo, sembradas en una mezcla de tierra y arena (proporción 2:1) y puestas a plena exposición presentaron una potencia germinativa promedia de 72,5 %, la cual osciló entre 60 y 90 %. La germinación inició de 56 a 63 días después de la siembra y se completó 79 días más tarde. Cuando las semillas se pusieron a germinar bajo oscuridad utilizando la misma mezcla de sustrato se obtuvo una germinación promedia de 75 % que varió entre 40 y el 100 %, inició de 48 a 56 días después de la siembra y se completó 76 días más tarde. La germinación es epigea.

### Manejo de las plántulas en vivero
La propagación se debe hacer empleando como sustrato una mezcla de tierra con arena en proporción 2:1. El traslado a bolsa debe efectuarse cuando las plántulas alcancen entre 4 a 5 cm de altura. Si la propagación se hizo bajo oscuridad es importante trasplantar rápidamente el material para evitar trastornos fisiológicos, tales como ahilamiento.
Las plantas requieren sombra inicial. El material estará listo para el trasplante al sitio definitivo cuando superen los 25 cm de altura y se hayan rusticado o endurecido un poco.

## Hipervínculos externos
- Botanical Garden of Medellín, y su Director Científico Álvaro Cogollo, lidera la conservación de las espeécies de Magnolia en el departamento de Antioquia.
- South Pole Carbon, lidera un programa de conservación de las espécies de Magnolia en Antioquia, Colombia.

- Datos: Q5473016